# Tage Rhodin
Tage Olof Isidor Rhodin, född 13 april 1899 i Sillerud, Värmlands län, död 12 juni 1983 i Mangskog, Värmlands län, var en svensk målare. 
Rhodin var son till folkskollärare Axel Rhodin och Anna Falk. Efter språkstudier i slaviska språk vid Lunds universitet övergick han till konststudier. Han studerade först vid Kunst- und Gewerbeschule Haida i Böhmen med Alois Werner som huvudlärare. Därefter fortsatte han studierna i Stockholm 1932, Oslo och Göteborg 1925–1926 samt för skulptören Erik Rafael-Rådberg. Under perioderna 1933–1939 och 1949–1955 företog han ett stort antal studieresor och var under ett års tid bosatt i vart och ett av länderna, Polen, Ungern, Frankrike och Spanien. Separat har han ställt ut i Arvika 1927 och 1935 och sedan 1927 har han medverkat i Värmlands konstnärsförbunds och Värmlands konstförenings utställningar. Han deltog i  utställningen Höstsalongen på Liljevalchs i Stockholm 1935, samt i en utställning i Toulon Frankrike 1950. 
Bland hans offentliga arbeten märks en altartavla för Mangskogs kyrka, en fondmålning i Mangskogs Betaniakapell samt en dekorativ takutsmyckning för tingshuset i Årjäng.
Hans motiv består av porträtt, figurer, stilleben, folklivsskildringar, landskap och stadsbilder.
Rhodin är representerad vid Värmlands museum och i Arvika stads samlingar